# Chad Gable
Charles Edward Betts (Saint Michael, 8 de março de 1986) é um lutador americano de luta profissional e luta amadora. Ele atualmente trabalha para a WWE, na marca Raw, sob os nomes de ringue Chad Gable e El Grande Americano. Ele é o líder do grupo American Made. Além disso, Gable é um quatro vezes campeão de duplas na WWE. Como El Grande Americano, ele é o atual campeão Speed da WWE em seu primeiro reinado.
Um lutador amador prolífico que competiu nas Olimpíadas de Verão de 2012 em Londres, assinou com a WWE no final de 2013 e passou por um período de testes antes de ser enviado para o NXT, a divisão de desenvolvimento da WWE. Trabalhando como lutador de duplas, ele conquistou o Campeonato de Duplas do NXT com seu parceiro Jason Jordan como parte da dupla American Alpha, antes de serem chamados para o plantel principal em 2016. Lá, eles venceram o Campeonato de Duplas do SmackDown antes de se separarem em meados de 2017. Após a separação de American Alpha, Gable formou uma dupla com Shelton Benjamin e, em 2018, foi transferido para o Raw durante o Superstar Shake-up. Lá, ele formou uma nova parceria com Bobby Roode, conquistando o Campeonato de Duplas do Raw com ele em dezembro de 2018. Com essa vitória, Gable se tornou o segundo homem (depois de Jordan) a conquistar os campeonatos de duplas do NXT, SmackDown e Raw. Em janeiro de 2022, Gable conquistou o Campeonato de Duplas do Raw pela segunda vez, agora com seu parceiro da Alpha Academy, Otis.

## Início de vida
Charles Edward Betts nasceu em 8 de março de 1986 em Saint Michael, Minnesota. Ele é graduado pela Northern Michigan University e obteve seu mestrado na Full Sail University em outubro de 2021.

## Na luta livre
- Movimentos de finalização
- O'Connor Roll German Suplex
  - Movimentos secundários
    - Ankle Lock
    - Bow and Arrow Hold
    - Cross armbreaker enquanto segura a corda do ringue
    - Dropkick
    - Headscissors takedown
    - Judo Throw
    - Turnbuckle thrust
    - Múltiplas variações de suplex
      - Alpha-Plex (Overhead belly-to-belly suplex)
      - Exploder
      - German
      - Vertical
- Com Jason Jordan
  - Movimentos de finalização da dupla
    - Grand Amplitude (Belly-to-back pop-up de Jordan em um bridging high-angle belly-to-back suplex de Gable)[10][11]

## Títulos e prêmios

### Luta amadora
- Colegial
  - Campeão de lutas do estado do Minnesota (2004)
- Medalhas Internacionais
  - Medalha de prata nos Jogos Mundiais Universitários (2006)
  - Medalha de ouro no Campeonato Pan-Americano (2012)
  - Medalha de prata no Gedza International (2012)
  - Medalha de prata na qualificatória para a Olimpíada pan-americana (2012)
  - Medalha de bronze no Granma Cup (2012)
  - Medalha de ouro no Dave Schultz Memorial International (2012)
- Jogos Olímpicos
  - Campeão das qualificatórias americanas (2012)

### Luta profissional
- Pro Wrestling Illustrated

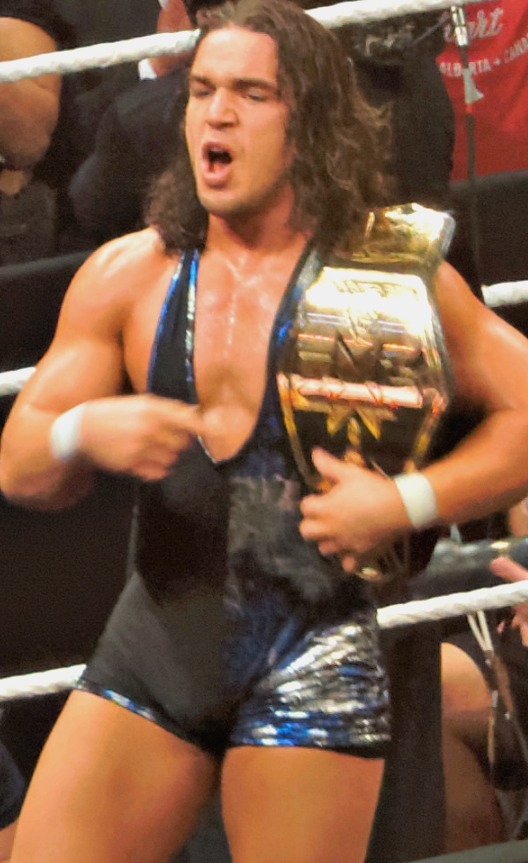
Gable foi uma vez campeão de duplas do NXT.

  - PWI o colocou na #83ª posição dos 500 melhores lutadores individuais no PWI 500 em 2019[12]
- Rolling Stone
  - Jovem Mais Promissor do Ano (2017)[13]
- Wrestling Observer Newsletter
  - Novato do ano (2015)[14]
  - Mais Subestimado (2019, 2023) – Gable[15]
  - Pior Gimmick (2019)
- WWE
  - Campeonato Speed da WWE (1 vez, atual)
  - Campeonato de Duplas do NXT (1 vez) – com Jason Jordan[16][17]
  - Campeonato de Duplas do SmackDown (1 vez) – com Jason Jordan[18]
  - Campeonato de Duplas do Raw (2 vezes) – com Bobby Roode (1) e Otis (1)[19]
  - Torneio para determinar o desafiante #1 pelo Campeonato Speed da WWE  (2025)